# Паниай
Паниай (индон. Danau Paniai) — горное озеро на западе острова Новая Гвинея. Располагается на территории индонезийской провинции Центральное Папуа. Относится к бассейну Арафурского моря.
Озеро Паниай находится на высоте 1752 м над уровнем моря в западной части гор Маоке. Площадь озера составляет 154 км². Наибольшая глубина достигает 44 м. С западной стороны в него впадают реки Ара и Веабу. Сток из озера идёт на юг по реке Явеэ.